# امبالانگودا
امبالانگودا (به لاتین: Ambalangoda) یک منطقهٔ مسکونی در سری‌لانکا است که در استان جنوبی (سری‌لانکا) واقع شده‌است.

## خصوصیات
امبالانگودا ۲۱٬۵۷۳ نفر جمعیت دارد.